# Reserva natural del banco de Arguin
La reserva natural del banco de Arguin (en francés: Réserve naturelle du banc d'Arguin) es un amplio banco de arena en el océano Atlántico (2200 hectáreas), situado frente a la costa en la entrada de la bahía de Arcachón, entre la duna de Pilat y la punta del cabo Ferret en Gironda (Francia), clasificado como reserva natural en 1972.
Bajo la acción de las corrientes marinas, las mareas y el viento, los bancos de arena cambian continuamente de forma, aunque su extensión, con marea baja es de cerca de 4 km de longitud por 2 km de amplitud. La reserva natural está gestionada y controlada por la Fédération des Sociétés pour l'Étude Protection et l'Aménagement de la Nature dans le Sud-Ouest (Federación de Sociedades para el Estudio, la Protección y la Adaptación de la Naturaleza en el Suroeste, SEPANSO), que coordina los estudios que se realizan en ella.

## Zonas naturales
Se encuentran presentes tres zonas naturales:
- Una zona sublitoral, de una profundidad de unos 20 metros, sumergida permanentemente. Sobre la superficie del fondo marino se encuentran plantas acuáticas marina, en especial de la familia de las Zosteraceae.
- Una zona que corresponde a las playas sometidas a las mareas, permanentemente alteradas por el viento y el oleaje marino.
- La cumbre del banco de arena, permanentemente emergida formando pequeñas dunas, colonizadas por una vegetación típica de las dunas del litoral atlántico.

## Flora y fauna

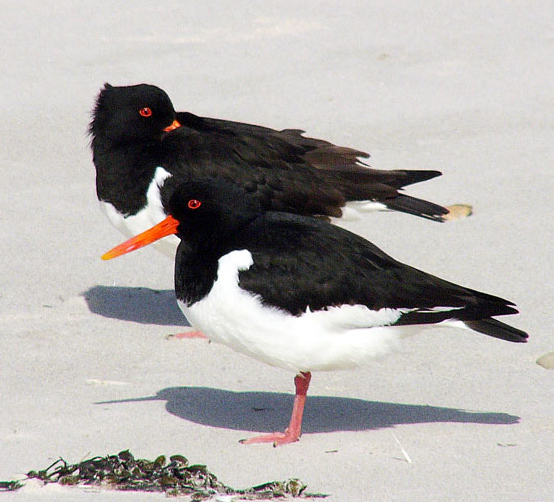
Ostreros comunes.

Sobre la superficie emergida se encuentran diferentes tipos de vegetación, característicos por su adaptación a condiciones extremas de la zona que habita; el borrón, la artemisia maritima, el eryngium marítimo, una especie de las linarias endémica del sudoeste francés y planta protegida en Francia, y la zóstera marina, planta protegida en Aquitania.
En las playas se pueden encontrar invertebrados terrestres y crustáceos como la pulga de mar, en las dunas (zona de la cumbre) insectos en estado larvario como el abejorro batán. Cabe destacar que la reserva natural del banco de Arguin es principalmente una superficie utilizada por diferentes especies de pájaros, como:
- lugar de reproducción. La golondrina de mar se encuentra presente en gran número (más de 4.000 parejas al año), así como el chorlitejo patinegro (especie de los Charadriidae) y el ostrero común.
- lugar para invernar utilizado por unas 30.000 especies diferentes, como el correlimos común, el zarapito real, el ostrero común o la aguja colipinta.
- parada en otoño y primavera durante la migración de numerosas aves.